# Emilio Flores Domínguez
Emilio Ramón Ramiro Flores Domínguez (Chihuahua, Chihuahua, 5 de febrero de 1957) es un político mexicano. Fue diputado federal de 2006 a 2009, y ex-director general adjunto de la Comisión Nacional Forestal de México.

## Carrera
Es licenciado en Economía, y tiene dos maestrías, una en Administración y otra en Global MBA. Realizó su carrera profesional principalmente en instituciones bancarias. Se afilió al PAN en 1997, y en el interior del partido se desempeñó como Secretario de Finanzas y Delegado en el Comité Municipal en Chihuahua, así como Consejero Estatal. 
En 2002 fue nombrado Delegado en Chihuahua del Banco Nacional de Obras y Servicios Públicos (BANOBRAS), siendo además coordinador estatal de Delegados Federales. Renunció al cargo en 2006 para ser candidato del PAN y luego electo diputado federal por el VI Distrito Electoral Federal de Chihuahua a la LX Legislatura. En la Cámara de Diputados fue secretario de la Comisión de Hacienda y Crédito Público e integrante de las comisiones de Defensa Nacional y de Medio Ambiente y Recursos Naturales. El 1 de septiembre de 2009 fue nombrado director general Adjunto de la Comisión Nacional Forestal.
El 28 de enero de 2013 Emilio Flores Domínguez renunció al PAN, siendo postulado ese mismo año a la alcaldía de Chihuahua por Movimiento Ciudadano para las elecciones de ese año.